# Tiverton (Ontario)
Pour les articles homonymes, voir Tiverton.
Tiverton est une localité en Ontario au Canada, située à proximité du lac Huron dans le comté de Bruce. À 5 km au nord de la localité se trouve la centrale nucléaire de Bruce, la plus puissante centrale d'Amérique du Nord.

## Histoire
C'est en  1860 que l'endroit est connu sous le nom qu'il porte aujourd'hui, c'est-à-dire lorsque Tiverton fut donné comme nom au bureau de poste alors ouvert. Le magasin unique était l'endroit le plus approprié pour le bureau, donc naturellement le poste a été attribué au propriétaire de l'endroit, Norman McInnis à qui l'on attribue ainsi la fondation du village.
En effet, c'est lui qui a ouvert le premier magasin et la première industrie manufacturière de l'endroit, soit une usine de poterie et de cendres perlières, qu'il a commencé à exploiter en septembre 1860. L'industrie suivante fut une usine de cardage de la laine dirigée par A. McBain, qui passa plus tard aux mains de James McLeod. Vers la fin des années 1860, un moulin à grains s'est ajouté aux industries du village, John McLeod en étant le meunier. John Dewar, également, à peu près à la même époque, a ouvert un magasin, le deuxième à Tiverton.
À partir de cette époque, et pendant les dix ou douze années suivantes, Tiverton devint en quelque sorte un marché. Le grain qui y était acheté était livré à l'un des entrepôts d'Inverhuron ; ce commerce cessa avec l'incendie de ces entrepôts en 1882, car ils ne furent jamais reconstruits. C'est au cours de ces années que le village a atteint son niveau le plus élevé en tant que centre d'affaires et que de nouvelles industries ont vu le jour, parmi lesquelles une scierie, une usine de rabotage et un atelier d'usinage, mais la plus grande et la plus importante d'entre elles était la tannerie de John McDonald, qui employait environ vingt-cinq personnes et produisait environ 20 000 $ de cuir par an.

## Démographie
Lors du recensement de la population de 2021 effectué par Statistique Canada, Tiverton comptait 717 habitants vivant dans 313 de ses 382 logements privés, soit une variation de -1,1 % par rapport à sa population de 725 habitants en 2016. Avec une superficie de 2,26 km2, elle avait une densité de population de 317,3/km2  en 2021.

## Économie
La centrale nucléaire de Bruce, la plus grande installation nucléaire d'Amérique du Nord en termes de production, est située à Tiverton.
Tiverton a accueilli la Steelback Brewery, qui a fermé en 2010. 
Il y a une bibliothèque publique, un stade  et des installations sportives ainsi qu'un service d'incendie.